# 约翰一世 (拜占庭)
约翰一世·齐米斯基斯（希腊语：Ιωάννης A' Τσιμισκής，925年—976年1月10日），969年—976年在位為拜占庭皇帝。
约翰一世出身于小亚细亚的一个祖籍亚美尼亚的名门望族库尔库阿斯家族，母亲是著名将领，后来的皇帝尼基弗鲁斯二世·福卡斯皇帝的姐妹。尼基弗鲁斯二世任命他为帝国最高统帅。他在对阿拉伯帝国的战争中功勋卓著，958年领导了一场对阿勒颇统治者汉达尔德埃米尔赛义夫道莱的大规模入侵。969年，约翰·齐米斯基斯由于被撤职罢黜，谋杀了舅舅尼基弗鲁斯二世并自立为皇帝。
约翰一世在即位后对其政变的主要支持者君士坦丁堡东正教会作出一些让步，特别是接受君士坦丁堡牧首波利埃克塔斯的请求废除了尼基弗鲁斯二世颁布的反教会法令。打造了一支精锐骑兵部队署名为“不死军”。
在约翰一世统治期间，拜占庭帝國成功地重創了撒拉森人和新兴的基辅罗斯的侵犯。971年，约翰一世将斯维亚托斯拉夫·伊戈列维奇大公率领的罗斯武士队趕出保加利亚，并占领了保加利亚东部。972年，约翰一世宣布承认神聖羅馬皇帝奥托一世的皇帝称号，从而在拜占庭帝國和神圣罗马帝国之间建立了友好关系。约翰一世镇压了帝国东部城市的叛乱。
约翰一世死于976年，据信是被人毒死的。